# Tempus fugit (pel·lícula)
|  | Aquest article tracta sobre la pel·lícula d'Enric Folch; per la locució llatina, vegeu l'article Tempus fugit. |

Tempus fugit és una pel·lícula catalana d'Enric Folch estrenada l'any 2003.

## Argument
Ramon és un tímid rellotger solter de Barcelona, que no gosa apropar-se a la dona que estima en secret. Un dia, un visitant del futur li anuncia la imminent fi del món i el Ramon és l'únic que pot evitar aquest desastre. Però una sèrie de coincidències impliquen al seu veí, un seguidor del Barça que descobreix que el seu equip serà apallissat pel Reial Madrid a la final de la Lliga de Campions. La dona de qui està enamorat el Ramon ho descobreix tot, i tots aquests granets de sorra provocaran una sèrie de desenllaços tan surrealistes com imprevistos.

## Comentari
La pel·lícula és una barreja de surrealisme, d'humor i de picades d'ullet, que mostra un barri de Barcelona on els herois no ho són més que per casualitat i que són els granets de sorra els que poden canviar el destí. Darrere una aparença indolent s'etziba alguna veritat plena de sentit comú. El futur no pot ser tant rosa com el pinten ni el present tan fosc. Els petits actes poden desencadenar una sèrie d'esdeveniments, i tothom té el seu paper a jugar.

## Repartiment
- Ramon: Xavi Mira
- Angie: Neus Asensi
- Andros: William Miller
- Terrades: Xavier Bertran
- Mònica: Irene Montalà
- Boig del barri: Ferran Frauca

## Gènere
- Fantàstic
- Comèdia romàntica
- Ciència-ficció

## Anecdotari
- Inauguració de la secció d'«Audiovisual català» del Festival Internacional de Cinema de Catalunya, a Sitges.

## Premis
- Premi Golden Gate en la categoria «Narrativa de TV en format llarg», de la 48a edició del Festival Internacional de San Francisco.
- Premi especial del jurat en la categoria «llargmetratge per a televisió» del WorldFest Houston 2005 (38th Annual Houston International Film & Video Festival).